# Helmut Zürneck
Helmut Zürneck (* 14. April 1936; † 13. Mai 2014) war ein deutscher Ingenieur und Professor für Elektrotechnik mit besonderer Spezialisierung auf Elektrosicherheit.

## Leben
Zürneck studierte und promovierte an der TU Darmstadt. 1972 wurde er dort zum Professor berufen. Bis zu seinem Ruhestand im Jahre 2001 vertrat er im Fachbereich Elektrische Energietechnik die Fachgebiete Grundlagen  der Elektrotechnik, Stromrichtertechnik und Antriebsregelung.

## Wirken
Er ist Verfasser und Mitverfasser zahlreicher Bücher und Veröffentlichungen. Neben seinen fachspezifischen Themenfeldern Stromrichtertechnik und Antriebsregelung beschäftigte er sich auch mit Themen wie Ursachen und Schutzmaßnahmen gegen Elektrounfälle sowie Einführung in und Grundlagen der Elektrotechnik.
Zur speziellen fachlichen Kompetenz von Zürneck gehörte das Gebiet der Elektrosicherheit. Hierzu ist besonders herausragend, dass Zürneck gemeinsam mit Gerhard Hosemann im Jahre 1973 den VDE-Fachausschuss „Unfallforschung“ gründete, den Hosemann von 1973 bis 1986 leitete, gefolgt von Zürneck in den Jahren 1987 bis 1993. Dieser VDE-Ausschuss pflegte den interdisziplinären Erfahrungsaustausch auf den Gebieten Elektropathologie und Stromunfälle. Dabei standen im Mittelpunkt die Fragen nach
- den Grenzwerten schädlicher Körperströme,
- der Schädlichkeit starker elektrischer, magnetischer und elektromagnetischer Felder,
- den Unfällen mit elektromedizinischen Geräten und Einrichtungen,
- der Aussagekraft statistischer Erhebungen über Stromunfälle,
- den Randbedingungen, unter denen Stromunfälle auftreten,
- der sachverständigen Untersuchung von Stromunfällen.

Um der steigenden Bedeutung von Risiko- und Sicherheitsbewertungen zu entsprechen, erfolgte 1994 eine Umbenennung des Ausschusses in „Sicherheits- und Unfallforschung“ durch Siegfried Altmann, Leiter des Ausschusses von 1994 bis 2002.
Zürneck engagierte sich auch in hochschulpolitischen Gremien, wie Konvent und Haushaltsausschuss. In der Zeit von 1977 bis 1979 war er Vizepräsident der TU-Darmstadt.

## Schriften (Auswahl)
- Ein drehzahlgeregelter, spannungsgesteuerter Stromrichter-Asynchronmotor – Dynamik, Steuerung und Regelung. Dissertation, TH Darmstadt, Fakultät für Elektrotechnik 1965.
- Einführung in die Elektrotechnik. Vieweg-Verlag, Braunschweig; Akademische Verlagsgesellschaft, Frankfurt/M. 1970 (mit Robert Jötten).
- Elektro-Unfälle in Badewannen. Wirtschaftsverlag NW, Verlag für Neue Werbung GmbH, Bremerhaven 1981, ISBN 3-88314-146-1 (mit Detlev Hackstein).
- Ursachen tödlicher Stromunfälle bei Niederspannung – tödliche Unfälle durch Elektrizität in der Bundesrepublik Deutschland. 3. Auflage. Wirtschaftsverlag NW, Verlag für Neue Wissenschaft, Bremerhaven 1990, ISBN 3-89429-035-8.
- Sichere Elektrizitätsanwendung. Arbeitsergebnisse des VDE-Ausschusses Sicherheits- und Unfallforschung 1973 - 2008. VDE-Ausschuss Sicherheits- und Unfallforschung (SUF), Frankfurt/M. 2008 (mit Gerhard Hosemann).
- Elektrounfälle in Deutschland – Unfälle durch Elektrizität am Arbeitsplatz und im privaten Bereich. Hrsg.: Bundesanstalt für Arbeitsschutz und Arbeitsmedizin Dortmund. Wirtschaftsverlag NW, Verlag für Neue Wissenschaft, Bremerhaven 2002, ISBN 3-89701-798-9 (mit S. Altmann; J. Jüling; D. Kieback).